# Betanzos
Pour les articles homonymes, voir Betanzos (homonymie).

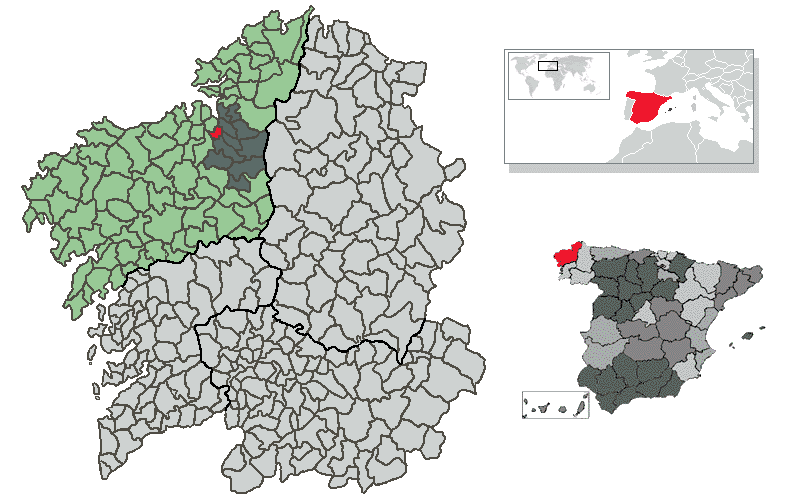
Localisation de Betanzos en Galice.

Betanzos est une commune de la province de La Corogne en Galice (Espagne). Elle est le chef-lieu de la comarque éponyme.

## Historique
L'histoire de la ville est liée à la maison de Andrade, dont le plus grand exposant était Fernán Pérez de Andrade (es), surnommé O Bo.

## Économie
L'économie de Betanzos se base, fondamentalement, sur les services. Betanzos est un centre administratif et juridique de la comarque qui porte son nom et fonde sa croissance sur le commerce, la banque, la culture et le tourisme. La commune est aussi située sur le Camino inglés, un des chemins secondaire du pèlerinage de Saint-Jacques-de-Compostelle qui commence à Ferrol.
Du point de vue industriel, la ville s'est converti, par sa situation stratégique, en centre logistique pour quelques entreprises importantes de transports, approvisionnements alimentaires, etc.
La banque ABANCA a son siège social à Betanzos.

## Patrimoine
La ville de Betanzos est considérée comme la capitale du gothique galicien. Dans le centre historique de nombreux édifices bien conservés en témoignent :
- L'église Iglesia de Santiago, du XIe siècle, reconstruite au XIVe siècle.
- L'église de San Francisco de Betanzos (es) du XIVe siècle.
- L'église de Santa María del Azogue (es) du XIVe siècle.

## Musées
- Musée des Mariñas. Musée ethnographique et historique créé en 1982.
- Musée de l'Estampe Contemporaine.

## Personnalités liés à la ville
- Pepito Arriola (José Rodríguez Carballeira) (1896-1954), musicien galicien.

## Jumelage et partenariats
- Pont-l'Abbé (Bretagne), France ;
- Collepasso (Pouilles), Italie.